# Evangeli segons Joan
L'Evangeli segons Joan és el darrer dels evangelis canònics del Nou Testament de la Bíblia i el que més s'allunya de la versió dels altres tres (anomenats evangelis sinòptics).
L'Evangeli segons Joan és una de les obres més teològiques del Nou Testament. És de finals del segle I en un temps que la confrontació entre els seguidors de Jesús i el judaisme d'orientació farisea era molt evident.
L'Evangeli segons Joan vol estimular i refermar la fe dels cristians en un context cultural que no és la Palestina de Jesús de Natzaret. Per aconseguir-ho fa servir un vocabulari i un esquema força diferent del que trobem als evangelis sinòptics.
L'obra es va gestar en el decurs d'un bon nombre d'anys i anà enriquint-se i arrodonint-se a mesura que les circumstàncies demanaven aclariments i aprofundiments del seu missatge fonamental. El nucli de tradicions més antigues sobre Jesús hi és encara perceptible; ara bé, en el moment en què s'escriu el cos central de l'evangeli, l'autor refon aquest material amb un estil personal i característic, de manera que és molt difícil distingir en el text les tradicions més antigues.
L'evangeli està dirigit a les comunitats cristianes i és el que fa més èmfasi en aspectes místics i espirituals. Per això s'ha dit que és la versió més "difícil". No usa els altres evangelis com a font -tot i que els coneix-, sinó altres manuscrits, la majoria perduts. Té una visió més negativa que els altres evangelis sobre els jueus. Dona especial importància a l'Esperit Sant. Alguns estudiosos hi han identificat elements gnòstics. L'apòstol Tomàs (símbol dels que dubten) cobra un paper molt rellevant en l'aparició de Jesús després de la mort.

## Autor

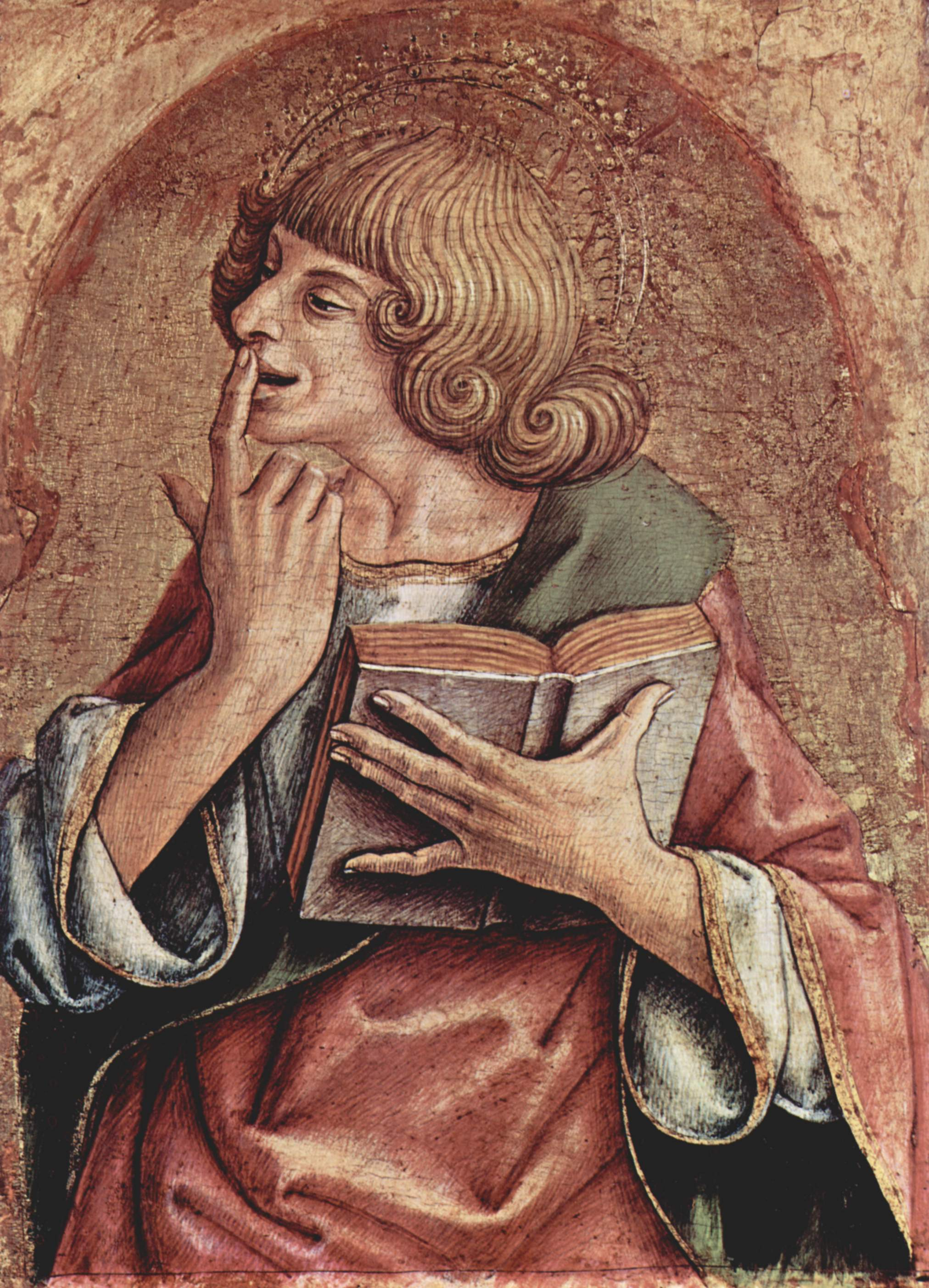
Joan Evangelista, de Carlo Crivelli, c. 1475.

L'obra s'ha atribuït tradicionalment a Joan Evangelista (Joan, el fill de Zebedeu), deixeble de Jesús, però per la data de composició (al voltant de l'any 100) és poc factible que fos escrit per aquest. Probablement va ser obra d'una comunitat cristiana fundada pel mateix apòstol, possiblement la d'Efes. També va agafant més pes la fórmula d'una composició d'aquest evangeli en etapes: un nucli inicial, una ampliació catequètica i un última redacció final del conjunt. La tradició també atribueix a aquest apòstol les tres Cartes de Joan i l'Apocalipsi.

## Fets que narra
L'evangeli es divideix clarament en dues grans parts, precedides per una introducció poètica i un apèndix, comparativament més curts.
- Pròleg (1,1-18)
- Primera part. Discussions, diàlegs i signes prodigiosos de Jesús (1,19-12,50)
- Segona part. Passió, mort i resurrecció de Jesús (13,1-20-31)
- Apèndix Passió i resurrecció (13,1- 20,31)

### Pròleg
El pròleg és un himne que presenta Jesucrist en una relació de plena intimitat amb Déu des d'abans de la creació. És sorprenent comprovar com el contingut d'aquests versets es va repetint de manera sistemàtica en tot l'evangeli.

### Primera part
La primera part de l'obra (1,19-12,50) presenta un seguit de senyals prodigiosos de Jesús i de diàlegs, que tenen Jesús com a figura central. El fil conductor d'aquesta primera part són les discussions de Jesús amb els «jueus» (els representants del poble d'Israel que no volen creure en Jesús) i els seus diàlegs amb altres personatges que li són pròxims (Nicodem, la samaritana, Marta i Maria). A diferència dels evangelis sinòptics, la majoria d'escenes tenen lloc a Jerusalem o a prop d'aquesta ciutat, de vegades en el temple i durant les festes jueves. En les discussions es palesa una confrontació entre Jesús i el judaisme, que respon més al temps en què s'escriu l'evangeli que no pas al temps en què Jesús va viure. Els diàlegs, en canvi, emmarquen els senyals prodigiosos realitzats per Jesús i serveixen per a aprofundir alguns elements centrals de la fe de la comunitat: el baptisme, el culte, l'eucaristia, la resurrecció.

### Segona part
La segona part parla de l'hora de la glòria de Jesús, el Fill (13-20). En primer lloc veiem Jesús i els seus deixebles durant el sopar de comiat (13-17). Jesús anuncia què passarà i com l'Esperit Sant tindrà un paper fonamental. També anuncia la seva absència, però promet que tornarà. El lector d'aquest evangeli se sent transportat al moment en què Jesús se’n va: és un més dels deixebles i escolta Jesús que il·lumina la seva vida i les seves dificultats i angoixes presents.
La resta de la segona part de l'evangeli és formada pels relats de la passió i la resurrecció (18-20). En el quart evangeli la passió es converteix en una marxa triomfal de Jesús vers la creu, la qual és presentada més com un tron que com un patíbul. Els relats de les aparicions se centren a explicar el pas de la vida terrenal de Jesús a la seva nova presència («Feliços els qui creuran sense haver vist», 20,29).

### Apèndix
Per acabar, l'apèndix de l'obra, ens situa en la vida de la comunitat de després de Pasqua. El text subratlla la figura de Pere i presenta el «deixeble estimat» com a model de la fe de la comunitat.

## Teologia
El fil conductor de l'evangeli és la fe (1,12). Cal una adhesió total a Jesús, el Messies, el Fill de Déu (1,49; 20,31). L'adhesió a Jesús és la font de plenitud i de sentit: la vida (5,24). Ara bé, aquesta fe, que no és una altra cosa sinó «creure en Jesús» (12,11), és obra de Déu (6,29) i és fruit de l'acció de l'Esperit (7,39), que porta el creient a viure com Jesús. Els deixebles reben el Manament nou que s'estimin els uns als altres tal com ell els va estimar (13,34), però l'Esperit actualitza aquest ensenyament de Jesús a través del record i de la comprensió (14,26). Per això una relectura de l'existència terrenal de Jesús és també una manera d'il·luminar per dins la vida de la comunitat. Cal tenir en compte que es participa de la vida de Jesús quan es viu en plenitud la vida comunitària.
L'Evangeli segons Joan és una obra amb dos nivells que s'entrellacen i que s'il·luminen mútuament: la vida de Jesús i la vida de la comunitat que creu en aquest mateix Jesús. Per això no és rar que el text joànic integri en la vida de Jesús esdeveniments que pertanyen a la vida de la comunitat: els creients en Jesús són expulsats de la sinagoga (9,22) perquè confessen que Jesús és el Messies; la praxi de la comunitat en relació amb l'eucaristia són referides directament a la vida de Jesús (6,22-29); la situació de la comunitat mentre dura l'absència de Jesús és projectada al sopar de comiat i a la pregària que Jesús fa pels seus (c. 17). Aquesta pregària és marcada per una promesa que es va repetint: «tornaré a vosaltres» (14,18).
També els evangelis sinòptics s'escriuen a la llum de la fe de després de Pasqua, i, per tant, també arriben a entrellaçar la vida de Jesús i la vida de la comunitat. És cabdal el paper protagonista de Jesús en els evangelis, però no ho és menys en les comunitats cristianes primitives, de fet n'és un reflex.

## Manuscrits

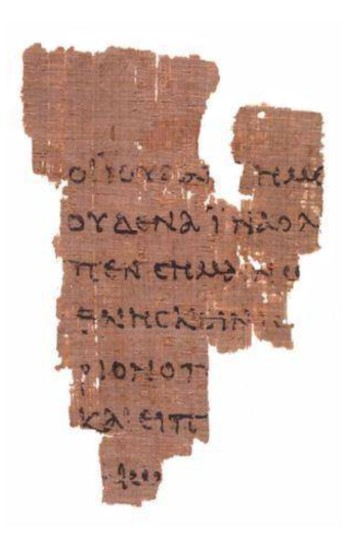
El manuscrit P52 de la bibliothèque Ryland, datat abans del 125 és el més antic fragment de l'Evangeli segons Sant Joan.

El més antic manuscrit conegut del nou testament és un fragment de l'Evangeli segons Sant Joan. Aquest fragment de papir, de la talla d'una targeta de crèdit fou descobert a Egipte el 1920 i roman conservat a la biblioteca John Rylands de Manchester, sota la referència P52. Conté el passatge del procés de Jesús per Pilat (Joan, 18:31-33) d'un costat i de l'altre (Joan 18:37-38). Està datat abans de l'any 125.